# Jack Millman
Jack Maurice Millman (* 21. November 1930 in Detroit) ist ein US-amerikanischer Jazz-Musiker (Trompete und Flügelhorn), Arrangeur und Komponist und Musikproduzent, der vor allem durch seine Sessions mit West-Coast-Jazz-Musikern Bekanntheit erlangte.

## Leben und Wirken
Millman hatte Trompeten-Unterricht bei Rafael Mendez und Shorty Rogers; außerdem studierte er Komposition, Orchestrierung und Arrangement bei Alexander Laslo und Eric Zeisl. Bereits während seiner Collegezeit komponierte er eine Orchestersuite, Reflections in Thought & Conception und leitete eine Aufführung des University Symphony Orchestra. Mit siebzehn Jahren spielte er kurzzeitig bei Lionel Hampton; nach Ableistung des Militärdienstes begann er Anfang der 1950er Jahre als Musiker, Komponist und Arrangeur zu arbeiten; 1952 wirkte er bei Aufnahmen des Stan Kenton Orchesters mit (Mambo Rhapsody); 1955 war er Mitglied des Pérez Prado Orchesters. Bekannt wurde er Mitte der 1950er Jahre durch seine Aufnahmesessions mit Musikern des West Coast Jazz bekannt; so legte er 1955 bei Decca Records sein Debütalbum, die EP Jazz Studio 4, für die er Kompositionen schrieb, die u. a. von Don Friedman, Gerald Wiggins, Jimmy Giuffre, Shorty Rogers, Jack Montrose, Spud Murphy, Chico Alvarez, Pete Rugolo und Bill Holman arrangiert wurden. Zu den Musikern seiner Studio-Formationen, mit denen er drei weitere Alben einspielte, gehörten außerdem u. a. Lin Halliday, Buddy Collette, Chico Hamilton, Maynard Ferguson, Ralph Peña, Herb Geller, Shelly Manne, Bob Gordon, Barney Kessel und Claude Williamson.
Millman trat auch mit einer 18-köpfigen Big Band im Rendezvous Ballroom im kalifornischen Balboa auf, wo er seine musikalischen Aktivitäten schließlich auf Surf- und Rockmusik verlagerte und mit Dick Dale, Jan & Dean, den Beach Boys und anderen Gruppen arbeitete. 1962 gab er das Trompetenspiel auf und baute in Hollywood eine Musik-Bücherei auf, setzte jedoch seine Tätigkeit als Komponist fort, u. a. für Film-Soundtracks. Mit dem New World Symphony Orchestra führte er seine Jazz Symphonies auf. Ende der 1970er Jahre gründete er das Medienunternehmen Startime Video Jukebox; Mitte der 1980er Jahre zog er nach Santa Fé, wo er für den Santa Fe Reporter als Musikkritiker arbeitete. Daneben komponierte er und unterrichtete am College of Santa Fe; außerdem produzierte Sendungen für das National Public Radio und gründete das Musikunternehmen High Desert Beat Productions. Ab 2002 lebte er in West Palm Beach, Florida.

## Diskographische Hinweise
- Jazz Studio 4 (Decca, 1955) mit Maynard Ferguson[5]
- Jack Millman and His All-Stars (Fresh Sound, 1955), mit Chico Hamilton, Maynard Ferguson, Ralph Peña, Herb Geller, Shelly Manne, Bob Gordon, Barney Kessel, Claude Williamson, Red Norvo
- Four More (Fresh Sound, 1956) mit Lin Halliday, Don Friedman, Don Patterson
- Blowing Up a Storm (Progressive, 1957) mit Don Friedman, Don Peterson, Ray Tiedel.
- Shades of Things to Come (Liberty, Fresh Sound, 1957) mit Jimmy Giuffre, Buddy Collette, Larry Bunker, Harry Babasin, Frank Capp